# Незавершений політ
«Незавершений політ» (англ. Incomplete flight) — документальний фільм присвячений дослідженню феномена міністра внутрішніх справ України (2021—2023) Дениса Монастирського. Розповідь про його ціннісні орієнтири і пріоритети, незвичайний стиль керівництва, реформаторські ідеї, які він спромігся запустити до війни, а також жорсткі, нерідко контроверсійні рішення, які він ініціював з початком повномасштабного вторгнення рф задля оборони України. Прем'єра фільму відбулася на YouTube, а також на телеканалах: «2+2», національному марафоні новин, «еспресо tv» та «Апостроф TV» 18 січня 2024 року.

## Ідея фільму та виробництво
Автором ідеї «Незавершеного польоту» виступив Ростислав Смірнов — український громадський діяч, підприємець, політичний експерт, юрист, радник Міністра внутрішніх справ України з 2021 р.
За виробництво відповідала компанія Bno-Airiian Production. Працювати над «Незавершеним польотом» творці почали навесні 2023 року. Для проекту було записано понад 40 унікальних інтерв'ю з політиками, військовими, родиною та друзями Дениса Монастирського.  Крім інтерв'ю, у фільмі використані фрагменти його відео-щоденника та фото із сімейних архівів родини Дениса.

## Творці фільму
Автор ідеї — Ростислав Смірнов
Продюсер — Людмила Бно-Айріян
Режисер — Микола Короткий
Сценарист — Дмитро Терновий
Оператори-постановники — Денис Нілогов, Федір Гострий
Монтаж — Віктор Гринчук
Титрування — Дана Метанова
Композитор — Олександр Бурміцький
Графіка і дизайн — Андрій Шарипін
Креативний продюсер — Михайло Бно-Айріян
Виробництвом займалась компанія Bno-Airiian Production.

## Промо-кампанія
Промо-кампанія фільму «Незавершений політ» була організована і проведена креативною агенцією «TABASCO». Для проєкту були розроблені візуальний стиль промо-матеріалів та афіші, створені соціальні мережі.

## Прем'єра на YouTube та телеканалах
Спершу реліз фільму «Незавершений політ» планувався лише на платформі YouTube 18 січня 2024 року. Але через інтерес суспільства та ажіотаж навколо прем'єри, викликаний промо-компанією, низка телеканалів проявила бажання транслювати фільм на своїх ресурсах. Першим каналом-партнером став «2+2», а згодом приєдналися ще 9 телеканалів (еспресо tv, апостроф tv і на телемарафоні «Єдині новини»).

## Закритий передпоказ фільму
16 січня 2024 року пройшов закритий передпоказ фільму «Незавершений політ» у кінотеатрі «Оскар», місто Київ.
Спікери фільму
Валерій Залужний,
Сергій Шапталу,
Кирило Буданов,
В'ячеслав Медянник,
Михайло Федоров, Віктор Андрусів,
Мері Акопян (заступниця Дениса Монастирського),
Олексій Чернишев,
Антон Геращенко,
Ігор Клименко,
Руслан Стефанчук,
Денис Шмигаль,
Давід Арахамія,
Олексій Резніков, Жанна Монастирська (дружина Дениса Монастирського), Алла Монастирська (мама Дениса Монастирського, Станіслав Крук (голова Подільського культурно-просвітницького центру ім. Реріху), Галина Лубкович (дружина Юрія Лубковича), Євген Пікалов (голова департаменту внутрішньої безпеки Нацполіції України),
Роман Примуш, Кирило Сергєєв (радник Дениса Монастирського),
Інна Ящук, Михайло Кузнєцов (перший заступник голови Нацполіції 2021—2022),
Вадим Денисенко (радник Дениса Монастирського),
Тарас Менльничук, Інокентій Тюрин (друг Дениса Монастирського), Ігор Ерметов (друг Дениса Монастирського), Людмила Єніна (дружина Євгена Єніна),
Юрій Лебідь,
Віталій Олуйко, Дмитро Зелінський (студент Дениса Монастирського, актор),
Шалва Амонашвілі, Олексій Леонов (скульптор, друг Дениса Монастирського), Вадим Кириленко (заступник директора національного заповідника «Софія Київська»), Євген Міроненко (керівник патронатної служби Дениса Монастирського), Олег Погорілий (директор Державного заповідника «Межибіж»).

## Нагорода
Фільм отримав нагороду національного кінофестивалю «Cinema Victory»